# Liste der denkmalgeschützten Objekte in Langenegg
Die Liste der denkmalgeschützten Objekte in Langenegg enthält die 7 denkmalgeschützten, unbeweglichen Objekte der Gemeinde Langenegg im Bregenzerwald.

## Denkmäler
| Foto |                 | Denkmal                                                                                | Standort                               | Beschreibung | Metadaten |
| ---- | --------------- | -------------------------------------------------------------------------------------- | -------------------------------------- | --- | --- |
| ja   | Datei hochladen | Bauernhaus, Anwesen Bach HERIS-ID: 26462 Objekt-ID: 22937                              | Bach 57 Standort KG: Oberlangenegg     | Das Anwesen Bach, lokal als „Bach-Hus“ bekannt, stammt aus der Zeit um 1870. | BDA-Hist.: Q37902006 Status: § 2a Stand der BDA-Liste: 2025-06-30 Name: Bauernhaus, Anwesen Bach GstNr.: 481/5                                                                     |
| ja   | Datei hochladen | Bauernhaus HERIS-ID: 26461 Objekt-ID: 22936                                            | Berkmann 19 Standort KG: Oberlangenegg | | BDA-Hist.: Q37901993 Status: Bescheid Stand der BDA-Liste: 2025-06-30 Name: Bauernhaus GstNr.: 459/2                                                                               |
| ja   | Datei hochladen | Pfarrhof HERIS-ID: 26454 Objekt-ID: 22929                                              | Kirchdorf 1 Standort KG: Oberlangenegg | | BDA-Hist.: Q37901960 Status: § 2a Stand der BDA-Liste: 2025-06-30 Name: Pfarrhof GstNr.: 31                                                                                        |
| ja   | Datei hochladen | ehem. Gasthaus Adler HERIS-ID: 4621 Objekt-ID: 475                                     | Kirchdorf 7 Standort KG: Oberlangenegg | Das ehemalige Gasthaus Adler, ein in Blockbauweise ausgeführter Einhof mit Satteldach, wurde um 1770 errichtet und 2002 als „wegen seiner weitgehenden Unversehrtheit in der Erhaltung seltenes Dokument der historischen bäuerlichen Lebenswelt des Vorderen Bregenzerwaldes“, dem „ein besonderes kultur- und volkskundliches Interesse zukommt“, unter Schutz gestellt. | BDA-Hist.: Q38018236 Status: Bescheid Stand der BDA-Liste: 2025-06-30 Name: ehem. Gasthaus Adler GstNr.: 13/4 Gasthaus Adler (Langenegg)                                           |
| ja   | Datei hochladen | Bauernhaus, Rotes Haus, ehem. Gasthof Engel, Brauhaus HERIS-ID: 13407 Objekt-ID: 9586  | Kirchdorf 9 Standort KG: Oberlangenegg | Das fünfachsige Haus mit gemauertem Sockelgeschoß und steilem Satteldach wurde laut Inschrift im Jahr 1778 erbaut. | BDA-Hist.: Q38177513 Status: Bescheid Stand der BDA-Liste: 2025-06-30 Name: Bauernhaus, Rotes Haus, ehem. Gasthof Engel, Brauhaus GstNr.: .12 Gasthof Engel (Langenegg)            |
| ja   | Datei hochladen | Kath. Pfarrkirche Unsere Liebe Frau Mariä Heimsuchung HERIS-ID: 26457 Objekt-ID: 22932 | Standort KG: Oberlangenegg             | Die 1775 errichtete Pfarrkirche gilt als eine der schönsten Barockkirchen des Bregenzerwaldes. Sie verfügt über ein bemerkenswertes Deckengemälde unter der Empore mit Frauen in Bregenzerwälder Tracht. | BDA-Hist.: Q16269203 Status: § 2a Stand der BDA-Liste: 2025-06-30 Name: Kath. Pfarrkirche Unsere Liebe Frau Mariä Heimsuchung GstNr.: .5 Pfarrkirche Mariä Heimsuchung (Langenegg) |
| ja   | Datei hochladen | Kapelle St. Michael in Finkenbühl HERIS-ID: 26458 Objekt-ID: 22933                     | Standort KG: Unterlangenegg            | Die Kapelle wurde ursprünglich 1630 erbaut und um 1930 verlängert. Der Altar in neuromanischen Stilformen stammt aus der Zeit um 1900. | BDA-Hist.: Q37901980 Status: § 2a Stand der BDA-Liste: 2025-06-30 Name: Kapelle St. Michael in Finkenbühl GstNr.: .30/2 Kapelle Hl. Michael, Finkenbühl in (Langenegg)             |